# Заслужений аматорський народний хор України «Десна»
Заслужений аматорський народний хор України «Десна» — український хоровий колектив при міському Палаці культури м. Чернігова. Створений 1951 року.
Репертуар становить близько 100 обробок українських народних пісень та близько 50 творів місцевих авторів: Л.Хатуна, Л. Пашина, М.Борща, П.Зуба, Н. Галковської.

## Історія
Хор заснований у 1951 році при фабриці первинної обробки вовни. Засновник і перший керівник – заслужений артист України Леонід Пашин, який працював з хором протягом 25 років. За час його роботи у 1961 році хор отримав звання «народний», у 1968 – «заслужений народний».

## Керівники
- заслужений артист України Леонід Пашин (1951-1976)
- заслужений працівник культури Григорій Драгинець,
- заслужений працівник культури Леонід Хатун,
- заслужений працівник культури України Микола Олексієнко (з 2010)